# Lamprosema
Lamprosema är ett släkte av fjärilar. Lamprosema ingår i familjen Crambidae.

## Dottertaxa tillLamprosema, i alfabetisk ordning[1]
- Lamprosema achromatias
- Lamprosema acrobasella
- Lamprosema acyperalis
- Lamprosema affinis
- Lamprosema albicilialis
- Lamprosema albicinctalis
- Lamprosema albiflavalis
- Lamprosema aldabralis
- Lamprosema alicialis
- Lamprosema alincia
- Lamprosema allocosma
- Lamprosema alphalis
- Lamprosema amphicedalis
- Lamprosema anaemicalis
- Lamprosema ancylosema
- Lamprosema angulinea
- Lamprosema annubilata
- Lamprosema annuligera
- Lamprosema apertistigma
- Lamprosema apicalis
- Lamprosema aplicalis
- Lamprosema appialis
- Lamprosema apygalis
- Lamprosema archasialis
- Lamprosema asaphialis
- Lamprosema assimilis
- Lamprosema atrirenalis
- Lamprosema atsninana
- Lamprosema attenualis
- Lamprosema aurantia
- Lamprosema aurantifascialis
- Lamprosema aurealis
- Lamprosema auronitens
- Lamprosema aurotinctalis
- Lamprosema baracoalis
- Lamprosema barbata
- Lamprosema belusalis
- Lamprosema benepictalis
- Lamprosema bianoralis
- Lamprosema biformis
- Lamprosema bilunatalis
- Lamprosema binoculalis
- Lamprosema bonitalis
- Lamprosema brunnealis
- Lamprosema brunnescens
- Lamprosema caeneusalis
- Lamprosema caeruleonigra
- Lamprosema calligraphalis
- Lamprosema calliophis
- Lamprosema camphorae
- Lamprosema canacealis
- Lamprosema cantonalis
- Lamprosema caradocalis
- Lamprosema catenalis
- Lamprosema cayugalis
- Lamprosema cervinicosta
- Lamprosema chagosalis
- Lamprosema charesalis
- Lamprosema chlorandra
- Lamprosema chlorura
- Lamprosema chromalis
- Lamprosema chrysanthalis
- Lamprosema chrysanthes
- Lamprosema cinisalis
- Lamprosema clausalis
- Lamprosema coatepecensis
- Lamprosema codrusalis
- Lamprosema commixta
- Lamprosema confusalis
- Lamprosema conisota
- Lamprosema convulsa
- Lamprosema costipunctalis
- Lamprosema costisignalis
- Lamprosema crocodora
- Lamprosema cuprealis
- Lamprosema curtalis
- Lamprosema cyanealis
- Lamprosema cylonalis
- Lamprosema dadalis
- Lamprosema dairalis
- Lamprosema dascylusalis
- Lamprosema datisalis
- Lamprosema delhommealis
- Lamprosema desmialis
- Lamprosema diaphanalis
- Lamprosema didasalis
- Lamprosema differalis
- Lamprosema discalis
- Lamprosema disemalis
- Lamprosema distentalis
- Lamprosema distincta
- Lamprosema distinctifascia
- Lamprosema distractalis
- Lamprosema dixialis
- Lamprosema dizona
- Lamprosema dizonana
- Lamprosema doliograpta
- Lamprosema dorisalis
- Lamprosema eborinalis
- Lamprosema ebulealis
- Lamprosema epastalis
- Lamprosema epicapna
- Lamprosema epipaschialis
- Lamprosema epispila
- Lamprosema esperanzalis
- Lamprosema euryphaealis
- Lamprosema eusebia
- Lamprosema exculta
- Lamprosema excurvalis
- Lamprosema eximialis
- Lamprosema fenestralis
- Lamprosema ferrestincta
- Lamprosema flaviterminalis
- Lamprosema flavizonalis
- Lamprosema foedalis
- Lamprosema forsteri
- Lamprosema foviferalis
- Lamprosema fuliginosa
- Lamprosema fumidalis
- Lamprosema fusalis
- Lamprosema fuscalis
- Lamprosema fuscicilialis
- Lamprosema fuscifimbrialis
- Lamprosema fuscifusalis
- Lamprosema fuscipennis
- Lamprosema gigantalis
- Lamprosema glageropa
- Lamprosema gracilis
- Lamprosema granulata
- Lamprosema gressitti
- Lamprosema grisealis
- Lamprosema griseicosta
- Lamprosema griseolineata
- Lamprosema guttalis
- Lamprosema hades
- Lamprosema haesitans
- Lamprosema halmusalis
- Lamprosema hampsoni
- Lamprosema hebitare
- Lamprosema heliaula
- Lamprosema hoenei
- Lamprosema holophaea
- Lamprosema hottentota
- Lamprosema hypsidesalis
- Lamprosema iarchasalis
- Lamprosema ilusalis
- Lamprosema immundalis
- Lamprosema indentata
- Lamprosema indistincta
- Lamprosema inferioralis
- Lamprosema inflexalis
- Lamprosema infuscalis
- Lamprosema inglorialis
- Lamprosema inouei
- Lamprosema insolitalis
- Lamprosema insulicola
- Lamprosema irruptalis
- Lamprosema janusisalis
- Lamprosema junctithyralis
- Lamprosema kaeberalis
- Lamprosema karenkonalis
- Lamprosema kingdoni
- Lamprosema korndorfferi
- Lamprosema lacertalis
- Lamprosema ladonalis
- Lamprosema lateritialis
- Lamprosema latinigralis
- Lamprosema ledalis
- Lamprosema lentistrialis
- Lamprosema leonina
- Lamprosema leucographalis
- Lamprosema leuconephralis
- Lamprosema leucophaea
- Lamprosema leucophrys
- Lamprosema leucopis
- Lamprosema leucosemalis
- Lamprosema leucostrepta
- Lamprosema leucothoalis
- Lamprosema lilliputalis
- Lamprosema lophotalis
- Lamprosema lucillalis
- Lamprosema lunidiscalis
- Lamprosema lunulalis
- Lamprosema maculalis
- Lamprosema magnalis
- Lamprosema major
- Lamprosema malticalis
- Lamprosema marionalis
- Lamprosema medealis
- Lamprosema megaspilalis
- Lamprosema melanauges
- Lamprosema melaprocta
- Lamprosema mellealis
- Lamprosema memoralis
- Lamprosema mesochlora
- Lamprosema mesodora
- Lamprosema meyricki
- Lamprosema microchrysalis
- Lamprosema mimula
- Lamprosema minoralis
- Lamprosema misera
- Lamprosema moccalis
- Lamprosema molusalis
- Lamprosema moninalis
- Lamprosema monocamptalis
- Lamprosema murcusalis
- Lamprosema nannalis
- Lamprosema nigricostalis
- Lamprosema niphealis
- Lamprosema niphosemalis
- Lamprosema nitida
- Lamprosema noctalis
- Lamprosema nomangara
- Lamprosema obliqualis
- Lamprosema obscuralis
- Lamprosema occidentalis
- Lamprosema ochrifuscalis
- Lamprosema ochrimarginalis
- Lamprosema ochrizonalis
- Lamprosema octasema
- Lamprosema oeaxalis
- Lamprosema oediproctalis
- Lamprosema oenippealis
- Lamprosema oethonalis
- Lamprosema ofellusalis
- Lamprosema olivia
- Lamprosema olliusalis
- Lamprosema ommatalis
- Lamprosema oncophragma
- Lamprosema opsocausta
- Lamprosema ossea
- Lamprosema oxiperalis
- Lamprosema pachytornalis
- Lamprosema pallidipennis
- Lamprosema pallidus
- Lamprosema pantheralis
- Lamprosema paracausta
- Lamprosema parapsephis
- Lamprosema pasithea
- Lamprosema pectinalis
- Lamprosema pedicialis
- Lamprosema pelealis
- Lamprosema perdentalis
- Lamprosema perfenestrata
- Lamprosema persinualis
- Lamprosema perstygialis
- Lamprosema pervulgalis
- Lamprosema phaeopasta
- Lamprosema phaleasalis
- Lamprosema platyproctalis
- Lamprosema poasalis
- Lamprosema poeonalis
- Lamprosema pogonotornalis
- Lamprosema polysemalis
- Lamprosema praeteritalis
- Lamprosema progonialis
- Lamprosema pseudofoedalis
- Lamprosema pseudoranalis
- Lamprosema ptyonota
- Lamprosema pudens
- Lamprosema pulveralis
- Lamprosema puncticostalis
- Lamprosema rakotalis
- Lamprosema ranalis
- Lamprosema rectistrialis
- Lamprosema retractalis
- Lamprosema rhealis
- Lamprosema rhoeoalis
- Lamprosema rosea
- Lamprosema rubralis
- Lamprosema rubricetalis
- Lamprosema rufaurina
- Lamprosema rufilinealis
- Lamprosema rufiterminalis
- Lamprosema salaconalis
- Lamprosema salbialis
- Lamprosema salomonalis
- Lamprosema santialis
- Lamprosema satsumalis
- Lamprosema schistisenalis
- Lamprosema schrizonalis
- Lamprosema scitalis
- Lamprosema scotopis
- Lamprosema secunda
- Lamprosema selonalis
- Lamprosema semicostalis
- Lamprosema seppalis
- Lamprosema sibirialis
- Lamprosema silvosalis
- Lamprosema similis
- Lamprosema sinaloanensis
- Lamprosema sordidalis
- Lamprosema sorosi
- Lamprosema spilocrossa
- Lamprosema spilomelalis
- Lamprosema stenialis
- Lamprosema stramineata
- Lamprosema strictalis
- Lamprosema strigivenalis
- Lamprosema subalbalis
- Lamprosema subargentalis
- Lamprosema sulpitialis
- Lamprosema syngenica
- Lamprosema tampiusalis
- Lamprosema tenellalis
- Lamprosema terminalis
- Lamprosema tholeropa
- Lamprosema thymedes
- Lamprosema tiasalis
- Lamprosema tienmushanus
- Lamprosema trichogyialis
- Lamprosema tricrossa
- Lamprosema tristrialis
- Lamprosema trizonalis
- Lamprosema truncitornalis
- Lamprosema tumidicostalis
- Lamprosema ustulalis
- Lamprosema valvata
- Lamprosema veritalis
- Lamprosema vetustalis
- Lamprosema victoriae
- Lamprosema vildersalis
- Lamprosema vittifera
- Lamprosema vogli
- Lamprosema xanthoscota
- Lamprosema xanthosoma
- Lamprosema xanthota
- Lamprosema xeniolalis
- Lamprosema zanclogramma
- Lamprosema zethealis